# Lukhànino
Lukhànino - Луханино (rus) - és un poble de l'óblast de Bélgorod, a Rússia. El 2010 tenia 338 habitants. Pertany al districte (raion) de Stroítel.